# Serguéi Bubka (tenista)
Serguéi Bubka (en ucraniano: Сергій Сергійович Бубка) (Donetsk, Ucrania, 10 de febrero de 1987) es un tenista ucraniano profesional. Forma parte del Equipo de Copa Davis de Ucrania y es entrenado por Olivier Morel. Bubka es el hijo del saltador de pértiga Serguéi Bubka.

## Carrera profesional
Juega con un revés a dos manos y es apodado "Bubka Junior". Comenzó a jugar tenis a los siete años en Donetsk, Ucrania. Habla ruso, Inglés y francés. Su padre, Sergei, es un exatleta, que ha ganado seis campeonatos del mundo consecutivos, una medalla de oro y rompió el récord mundial de salto con pértiga 35 veces. Su superficie favoriao son las pistas duras bajo techo y su tiro favorito es el servicio, en cuanto a su torneo favorito es el US Open. Sus ídolos de su niñez fueron Michael Jordania, Andrei Medvedev y Marat Safin. Es entrenado por Olivier Morel (desde 2011) en Monte-Carlo y Kiev.
Su ranking individual más alto logrado en el ranking mundial ATP, fue el n.º 145 alcanzado el 14 de noviembre de 2011, mientras que su mejor clasificación de dobles fue el puesto n.º 134 que logró el 26 de mayo de 2008.
Hasta el momento ha obtenido 5 títulos de la categoría ATP Challenger Series, uno de ellos en modalidad de individuales, y los cuatro restantes en dobles. También ha logrado varios títulos Futures tanto en individuales como en dobles.

### Copa Davis
Desde el año 2005 es participante del Equipo de Copa Davis de Ucrania. Tiene en esta competición un récord total de partidos ganados/perdidos de 16/11 (10/4 en individuales y 6/7 en dobles).

## Títulos; 5 (1 + 4)
| Leyenda                     | Individuales | Dobles |
| --------------------------- | ------------ | ------ |
| Grand Slam                  | 0            | 0      |
| ATP World Tour Finals       | 0            | 0      |
| ATP World Tour Masters 1000 | 0            | 0      |
| ATP World Tour 500 Series   | 0            | 0      |
| ATP World Tour 250 Series   | 0            | 0      |
| ATP Challenger Series       | 1            | 4      |

### Individuales
| N.º | Fecha | Torneo              | Superficie | Rival en la final | Resultado |
| --- | ----- | ------------------- | ---------- | ----------------- | --------- |
| 1.  | 2009  | Challenger de Kyoto | Carpeta    | Takao Suzuki      | 7-66, 6-4 |

### Dobles
| N.º | Fecha | Torneo                   | Superficie | Pareja             | Rivales en la final                 | Resultado       |
| --- | ----- | ------------------------ | ---------- | ------------------ | ----------------------------------- | --------------- |
| 1.  | 2007  | Challenger de Busan      | Dura       | John Paul Fruttero | Nathan Healey Jan Mertl             | 4-6, 7-65, 10-6 |
| 2.  | 2007  | Challenger de Samarcanda | Dura       | Evgeny Kirillov    | Jaroslav Pospíšil Adam Vejmělka     | 6-3, 6-2        |
| 3.  | 2011  | Challenger de Prostejov  | Tierra     | Adrián Menéndez    | David Marrero Rubén Ramírez Hidalgo | 7-5, 6-2        |
| 4.  | 2014  | Challenger de Astaná-2   | Dura       | Marco Chiudinelli  | Ti Chen Liang-chi Huang             | 6-3, 6-4        |